# Klášter Alvastra
Klášter Alvastra jsou ruiny cisterciáckého kláštera ve Švédsku, 25 km od města Vadstena.
Byl založen jako cisterciácká fundace roku 1143. Prvotní konvent byl povolán z francouzského mateřského Clairvaux a zakladatelem byl švédský král Sverker I. s chotí Ulfhilde.

## Galerie

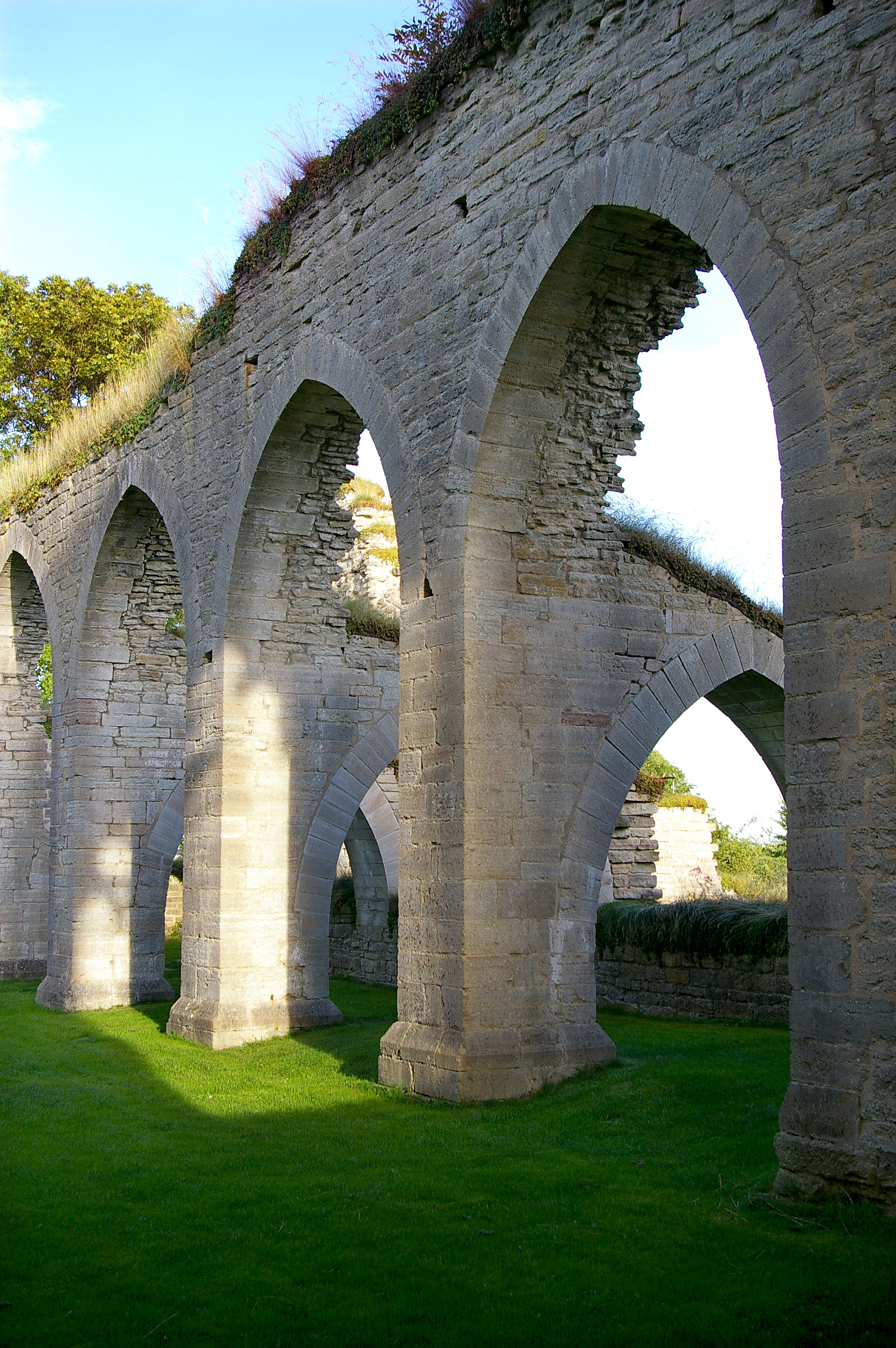
ruiny kláštera
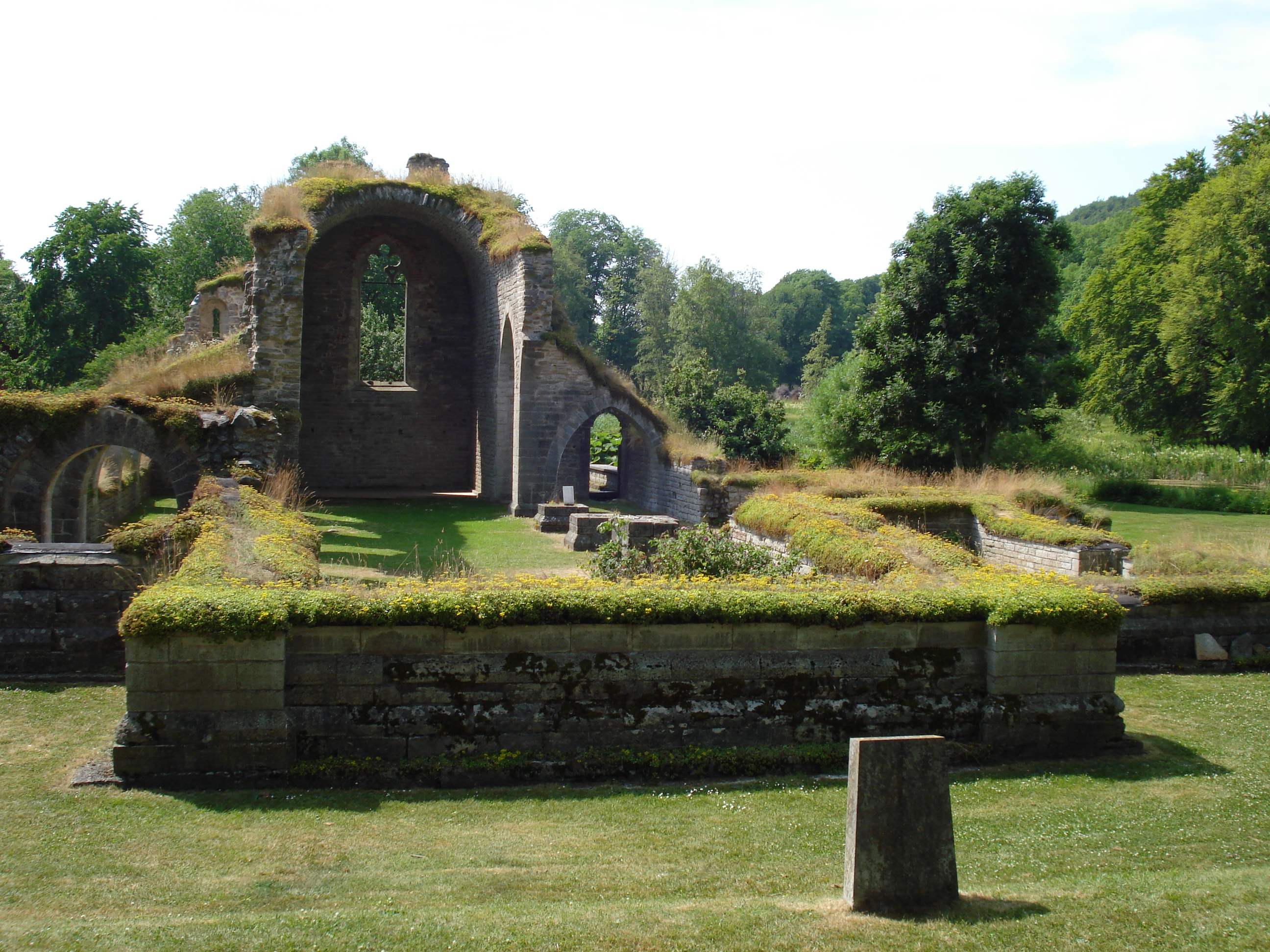
ruiny kláštera
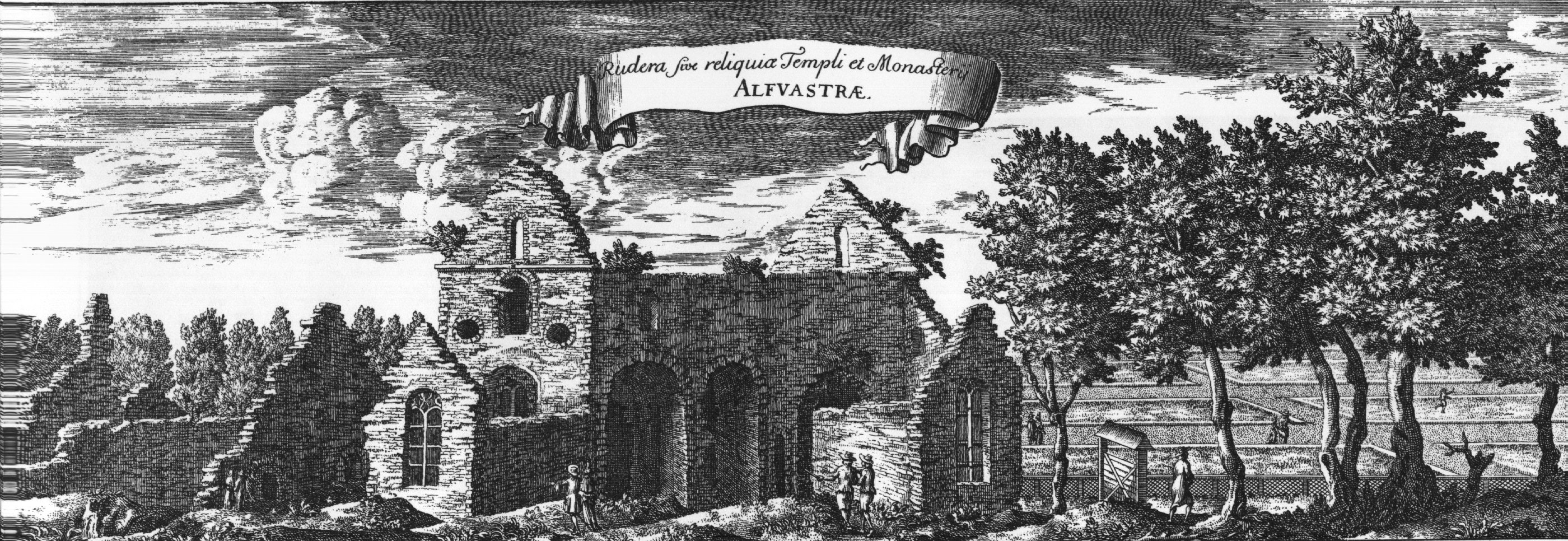
ruiny kláštera
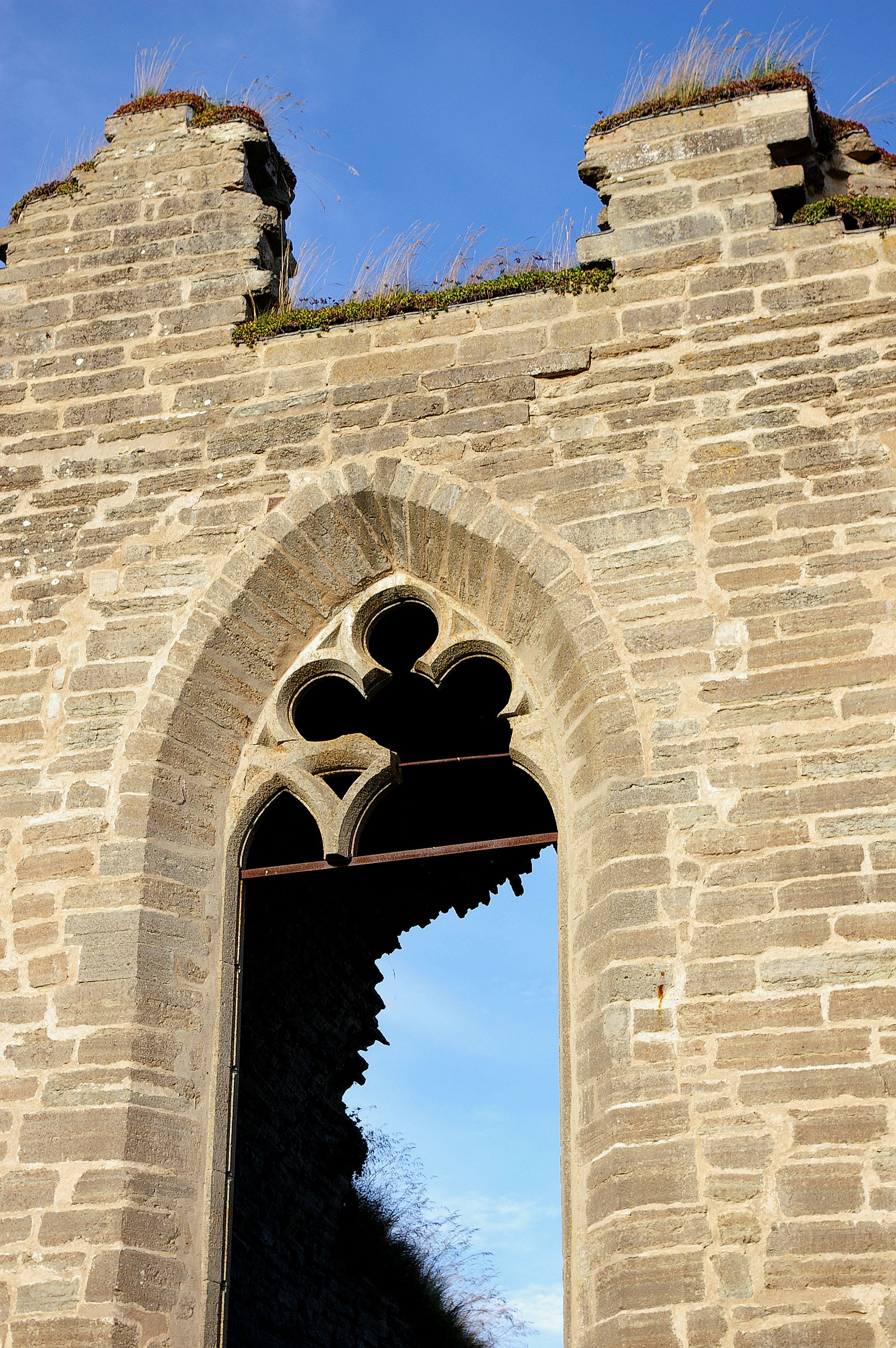
ruiny kláštera
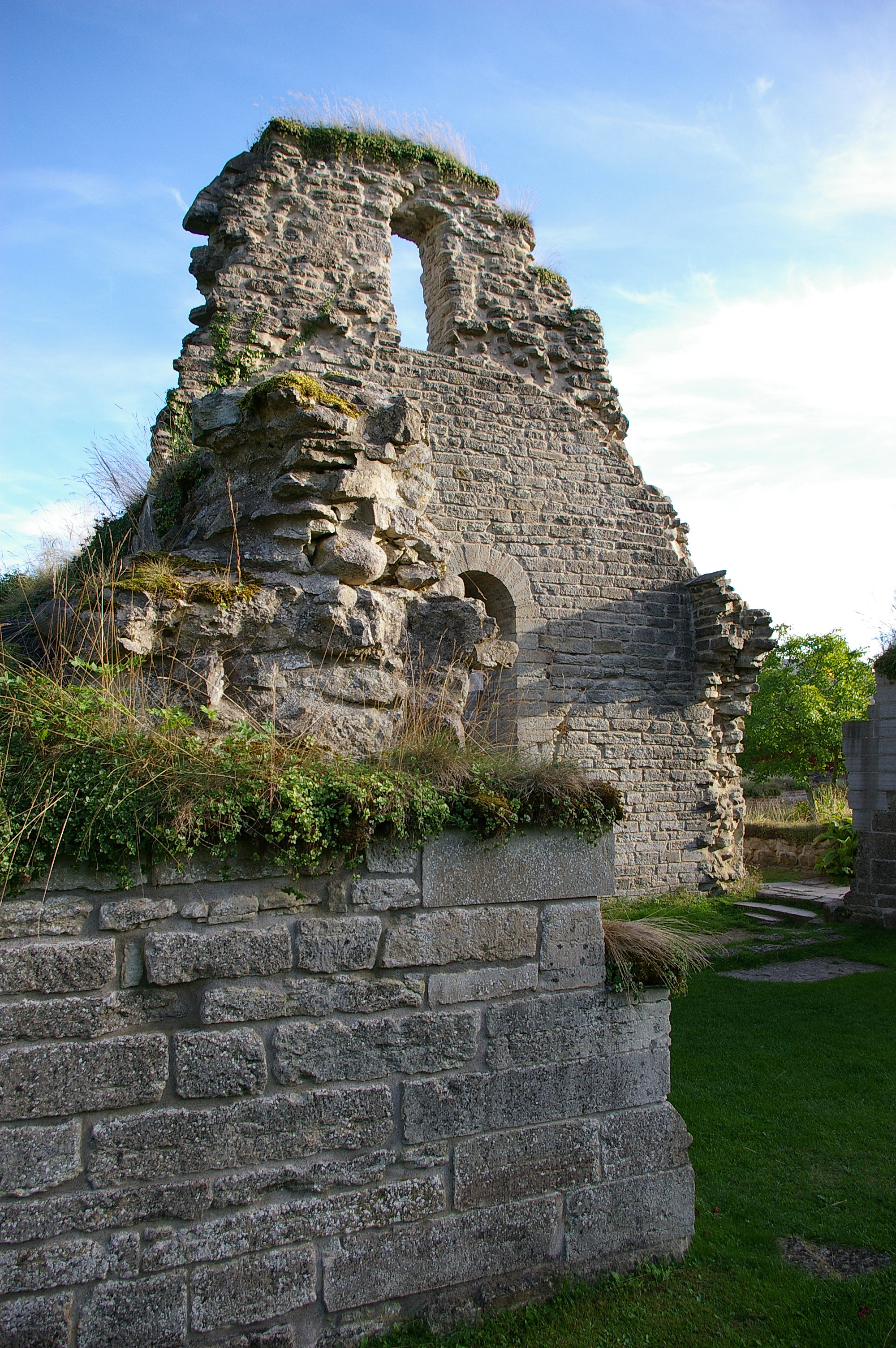
ruiny kláštera
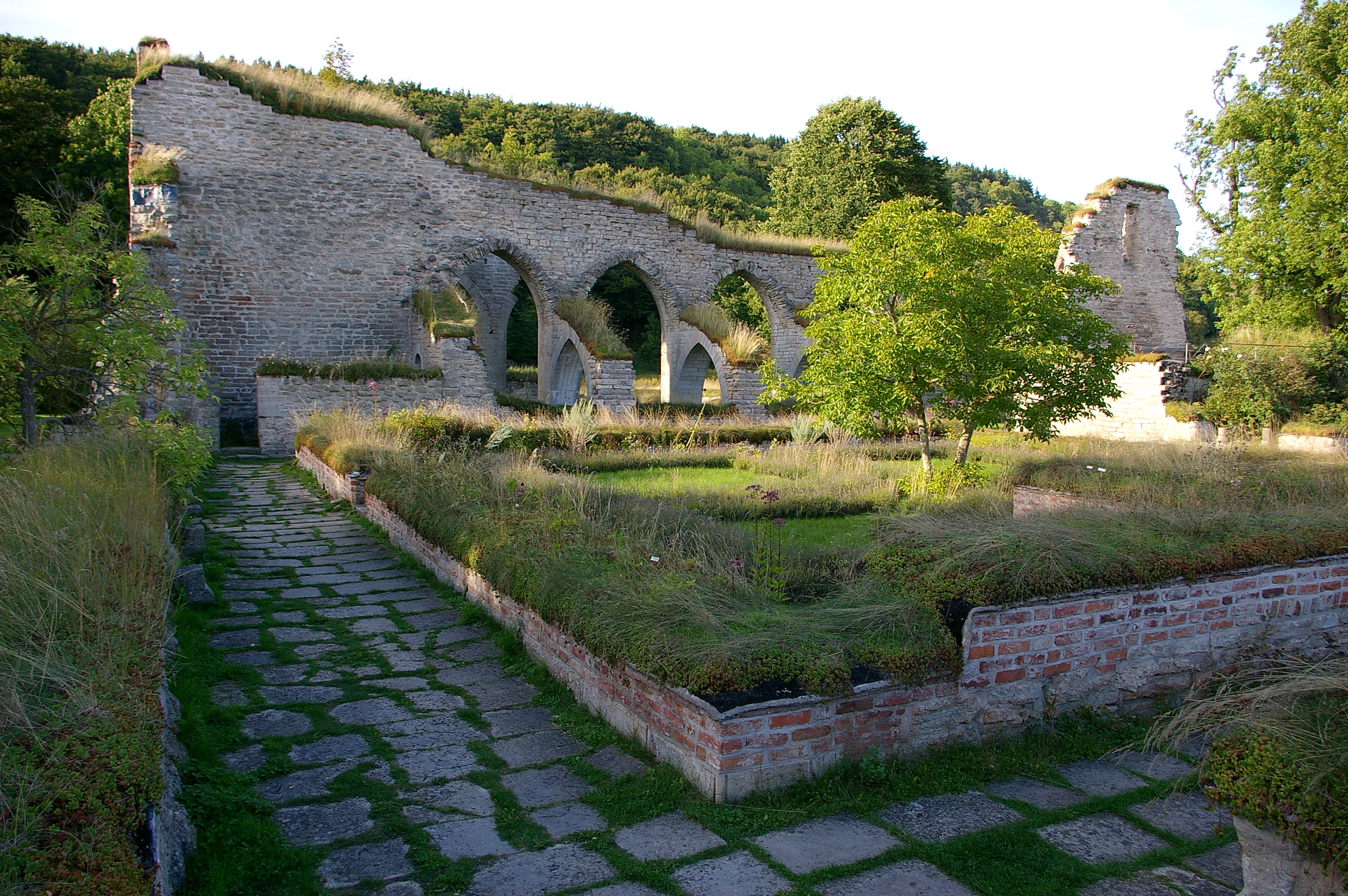
ruiny kláštera